# Música en la Real Audiencia de Quito

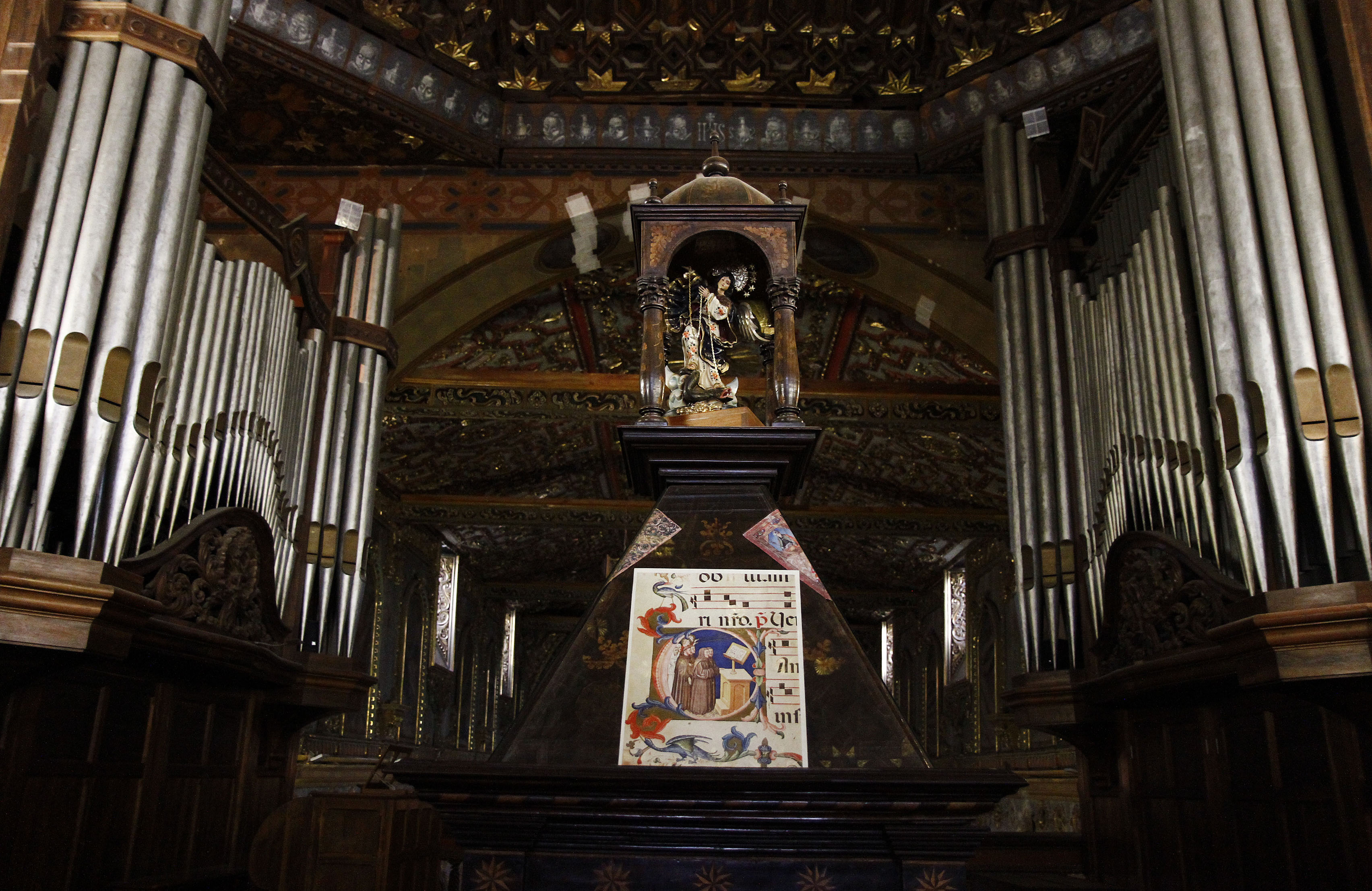
Los dos órganos y facistol de la Iglesia de San Francisco de Quito donde se puede ver el libro coral del que se encargaría de pasar la página el "corista librero" mientras los "cantores principales" interpretan las partituras y son acompañados por el "organista" que muchas veces reemplazaba algunas voces según las composiciones del "maestro de capilla".

La música en la Real Audiencia de Quito se desarrolló a lo largo de la música sacra principalmente durante los siglos 1550 hasta 1820 que se consolidan los procesos de independencia. Existieron tres estilos musicales: la música del renacimiento (polifonía vocal coral), el barroco que llegó un poco más tarde en España y Portugal pero tendrá su influencia a fines del siglo XVII, y a fines del siglo XVIII el clasicismo, a través del estilo de lo que fue la primera escuela de Viena que se desarrolló a lo largo de Europa y la monarquía española. 

## El origen de la Música Colonial Quiteña
Empezó su estudio a través de la transcripción de las obras de manuscritos originales que fueron encontradas y recopiladas desde la ciudad de Ibarra que pertenecen principalmente al periodo de 1670 hasta 1730. Tienen como referencia histórica al Alto Barroco de Europa. Esto había sido estudiado por Mario Godoy Aguirre en el año 1994 a través de su publicación La Música en la Época Colonial en la Presidencia y Real Audiencia de Quito. Estas investigaciones lograron recuperar un patrimonio de música histórica que por mucho tiempo se creyó perdido según declaraciones de varios musicólogos e investigadores. 

### El Colegio de San Andrés en Quito

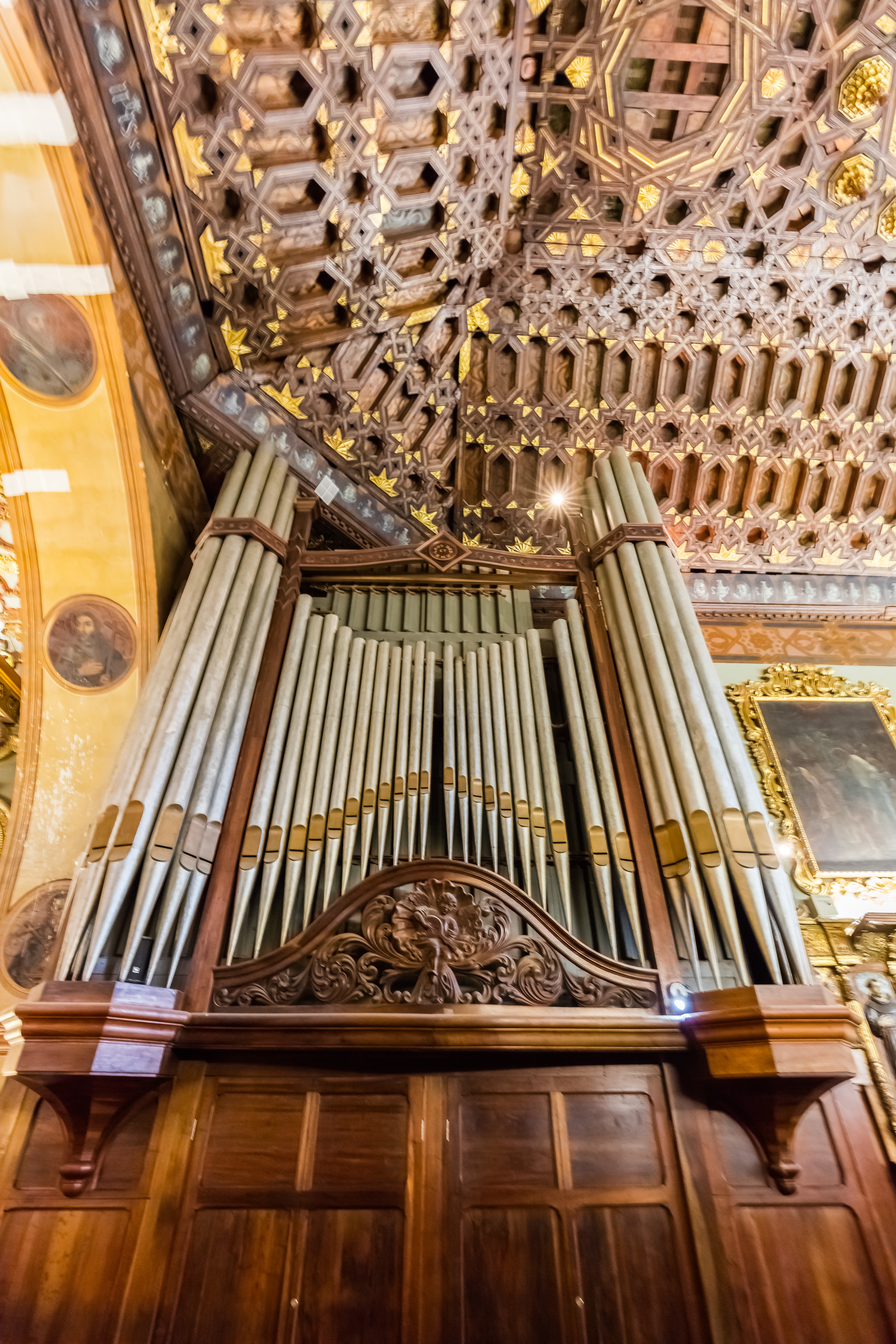
Uno de los dos órganos de la Iglesia de San Francisco de Quito.

Fue pues durante tres siglos que floreció una Escuela de Música en Quito como parte de la Escuela Quiteña de Artes ya que tuvo su origen en el Colegio de San Andrés que fue fundado por la orden franciscana en 1540.
Su actividad giraba alrededor de la Catedral. Desde mediados del siglo XVI rápidamente se produjeron los primeros músicos que destacaron como Diego Lobato de Sosa quien fue el primer organista de la Catedral. También fue importante Gutierre Fernández Hidalgo, Don Gonzalo Pillajo, Manuel Blasco y Joseph Hortuño.
Los primeros órganos que existieron fueron instalados gracias al apoyo de Lorenzo de Cepeda, quien fuera hermano de Santa Teresa de Ávila alrededor de los años 1570. Además se conoce que Fray Jodoco Ricke a su vez construyó un órgano, tal vez fue el impulsado por Lorenzo de Cepeda, así como importó varios instrumentos para celebrar la misa en el convento de San Francisco.
Todo esto giraba alrededor del colegio de San Andrés en donde además de teología y latín se enfocaba mucho en la cultura. Relacionado con la música los profesores de este instituto fueron españoles pero también destacaron personas nacidas en Ecuador que a su vez tuvieron ayudantes indígenas. Julio Tobar Donoso cita cuatro nombres de los profesores destacados, en concreto:
- Diego Gutiérrez enseñaba canto y a tañer tecla y flauta
- Pedro Díaz, canto llano, órgano, flauta y chirimías
- Juan Mitima, sacabuche
- Cristóbal de Santamaría, varias materias

### El Monasterio de la Concepción de Ibarra

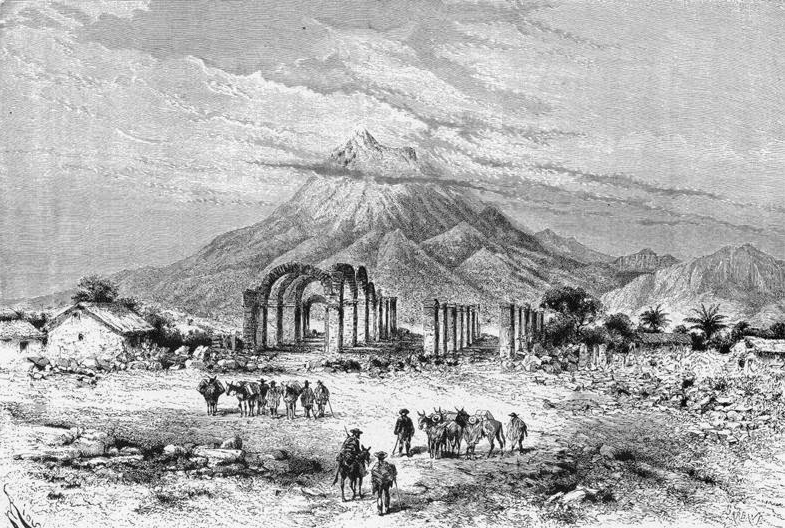
El terremoto de 1868 destruiría el Monasterio de la Concepción de Ibarra

Dicho monasterio que fue hermano de los monasterios de la Concepción de Quito 1577 y Cuenca 1599. Los principales estudios de este periodo corresponden a cuatro fuentes principalmente:
- El monasterio de las monjas y la creación de los primeros poemas y música polifónica en Ibarra, por Jorge Isaac Cazorla.
- La música colonial Ecuatoriana resurge en el siglo XXI. Escuela de Música Colonial de Quito por Miguel P. Juárez.[3]
- La Música Colonial de Quito: Villancicos y Romances del siglo XVII de la diócesis de Ibarra por Rodrigo Madrid.
- Villancicos, Romances y Chanzonetas por Miguel P. Juárez.[3]

Las fuentes de las que se originan los manuscritos son principalmente:
- La actividad musical del Monasterio de la Concepción a través de maestros externos, textos y música de la autoría de las religiosas entre 1671 y 1868.
- Los maestros de capilla, organistas y directores musicales que trabajaban en la Catedral Primada de Quito entre los años de 1680 y 1722. Fueron obras que estaban encargadas para el Monasterio de la Concepción de Ibarra y que fueron dedicadas al Patriarca San José, puesto que el Monasterio estaba consagrado a él.
- Otras obras que tienen como origen Lima o Santa Fe de Bogotá que fue cantado en 1675. En Lima el archivo de obras suelen ser posteriores por compositores como Juan de Araujo y Tomás de Torrejón y Velásquez.
- Existen 300 folios que son parte del a diócesis de Ibarra en su Archivo Histórico que tienen música polifónica vocal con entre dos y once voces más acompañamiento instrumental.

Existe un total de 41 obras que se recopilar de las que se pueden transcribir cabalmente 38 y el resto se encuentran incompletas. Además solamente 9 de ellas se puede atribuir a un autor, quedando el resto en el anonimato. Este fenómeno también fue frecuente en la pintura y escultura.

### El Monasterio de la Concepción de Cuenca y la Catedral Vieja

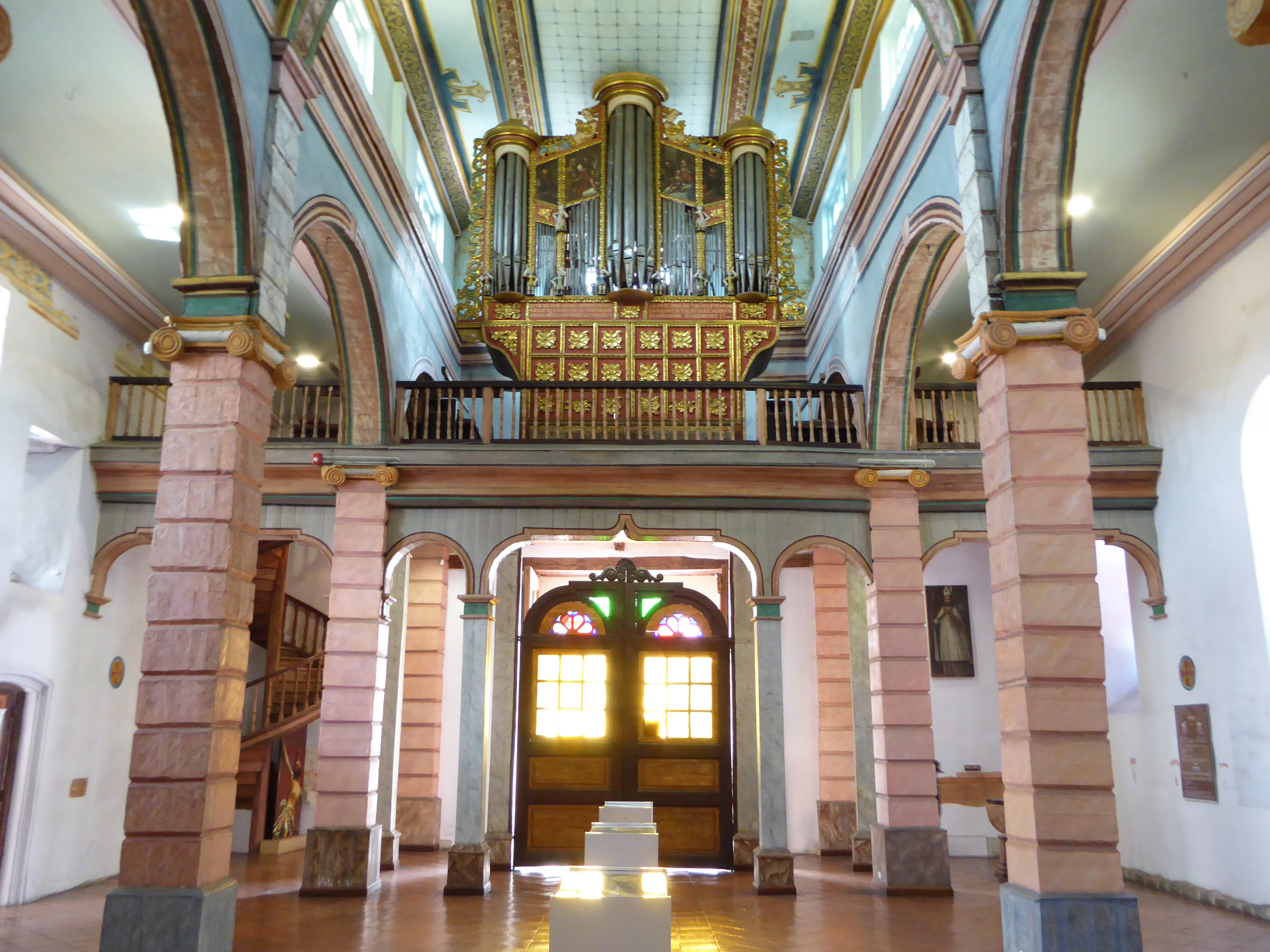
Órgano de la Catedral Vieja de Cuenca

El desarrollo musical en Cuenca giró alrededor de los Tonos del Niño Cuencano, que está a su vez relacionado con los Tonos Divinos y Humanos que forman parte de la música de España e Hispanoamérica. Existió además una forma instrumental compuesta para órgano en las catedrales que se denomina el Guamán o Tono de Oración. Su estructura es ABA en donde se intermedia el tema con un pasacalle, género español popular del siglo XVIII, y que tiene versos en castellano. Según Miguel P. Juárez estos se podían llevar a cabo de la siguiente manera:
1º.- Guamán I - Meditación corresponde al estilo de ritmo libre, semejante a un recitativo que, en lugar de ser cantado, es ejecutado en solo en el órgano.
2º.- Tono de Guamán II - Forma A-B-A-Alternando un Pasacalle en tiempo ternario, con una sección en estilo de ritmo libre.

3º.- Guamán o Tono de Oración III - Forma A-B-A- Alternando un Pasacalle en tiempo binario (similar a un pasodoble), con una sección en estilo de ritmo libre.
Esto pues correspondería a una composición que era aceptada su interpretación dentro de las iglesias y es uno de los primeros ejemplos de música que al mismo tiempo es religiosa e indígena, como su nombre lo indica, probablemente refiriendo al un intérprete indígena con ese apellido. Era común que personas indígenas toquen el arpa, sin embargo estas composiciones eran destinadas a los órganos, lo que aún no está aclarado. Todo esto se desarrolló a su vez en el Monasterio de la Concepción que fue construido en 1599, y en el del Carmen de la Asunción construido en 1682. En la actualidad esta ciudad cuenta con cuatro instrumentos históricos pertenecientes a esta época. Uno en la Catedral Vieja construido en 1735, otro en San Cristóbal a finales del siglo XVIII, otra en la parroquia de San Francisco en 1840, el tercero en Paccha de 1867. Esto sería probablemente el origen de las composiciones más populares como los pasodobles igualmente de origen español que se volverían muy populares, en esta ciudad sería aclamada la composición de este género con nombre “Chola Cuencana”.

## Principales géneros musicales
Las composiciones estaban ligados al calendario litúrgico de la iglesia católica. Incluía a los Salve Regina, Magníficat, Te deum, salmos, misa de difuntos y de réquiem, motetes, letanías, lauda o himno de alabanza, antífonas, alabanzas o alabados, villancicos, marcha fúnebre. Sin embargo, si se puede catalogar musicalmente estas composiciones, los tres géneros que agrupan gran cantidad de ellos son el villancico, los romances y las chanzonetas.

### El villancico

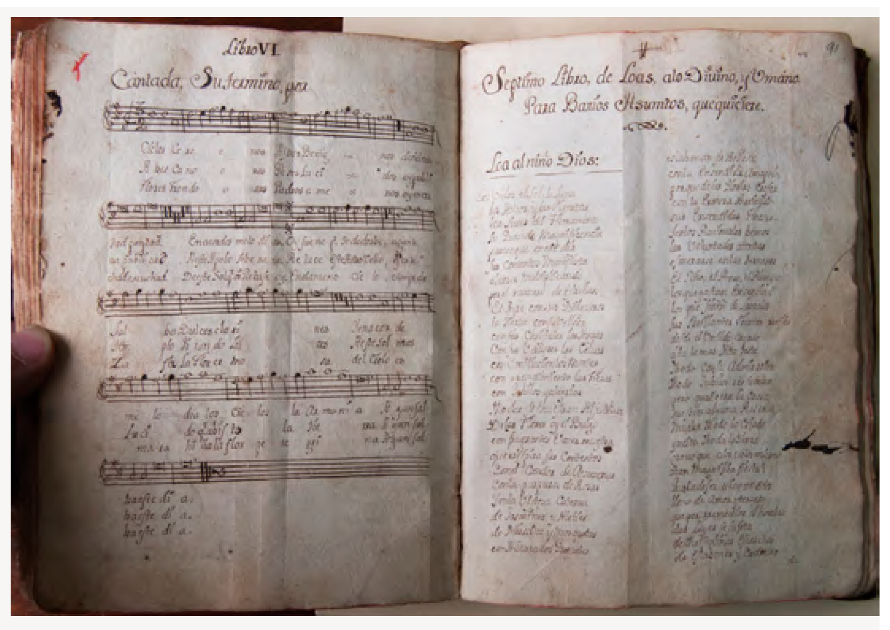
Partitura y letra de villancicos de la catedral de Quito, año 1777

Como parte del impulso de la religión, los villancicos que estaban limitados al tiempo de Adviento y Navidad, se permitió su uso en otros momentos debido a que los textos estaban en castellano. Esto le daba mucho potencial evangelizador entre mestizos e indígenas por lo que a través de ellos, más las pinturas con narraciones de pasajes bíblicos se buscó la difusión de la religión a través de la música. Esto le dio mucha fuerza al villancico en los virreinatos que no se ven en Europa como los Carols en Inglaterra o los Noelle en Francia. 
Como consecuencia de esto se dio un desarrollo musical sin par de este  género. Sus melodías y armonía eran originalmente simples pero con el tiempo fueron aumentando su complejidad armónico al aumentar el número de voces, llegando a incluir entre 8 y 12 voces más frecuentemente.Entre los villancicos más conocidos encontramos las composiciones franciscanas y de Fray Fernando de Jesús Larrea y Fray Manuel Almeida.
- Dulce Jesús mío por Fernando de Jesús Larrea
- Claveles y Rosas por Fernando de Jesús Larrea
- Desde el Alto Cielo por Fernando de Jesús Larrea

### Los romances
Las canciones denominadas romances tienen su origen igualmente en el Renacimiento español y estaban relacionados generalmente con los romances poéticos que tenían origen popular. Su composición era polifónico y vocal. Este es un poema de versos octosílabos con rima libre los impares y asonante los pares. Su contenido suele ser épico: narra una historia real o inventada. La mayoría de los romances conservados en España se encuentra en el Cancionero de Palacio y el compositor más popular de este género es Juan del Encina. Al igual que el villancico y las chanzonetas, los romances se escuchaban únicamente en el último Oficio nocturno, conocido como Maitín que se daba antes de la salida del sol (Laudes). Esto pudo tener una influencia sobre el posterior género llamado albazo que generalmente se suele relacionar con el alborada, por sus temas profanos pero por la difusión de la religión en estos territorios es probable que su influencia haya venido del Maitín. El objetivo de esto fue reemplazar los Responsorios, Antifonías y Salmos en latín por formas alternativas en castellano.

### Las chanzonetas

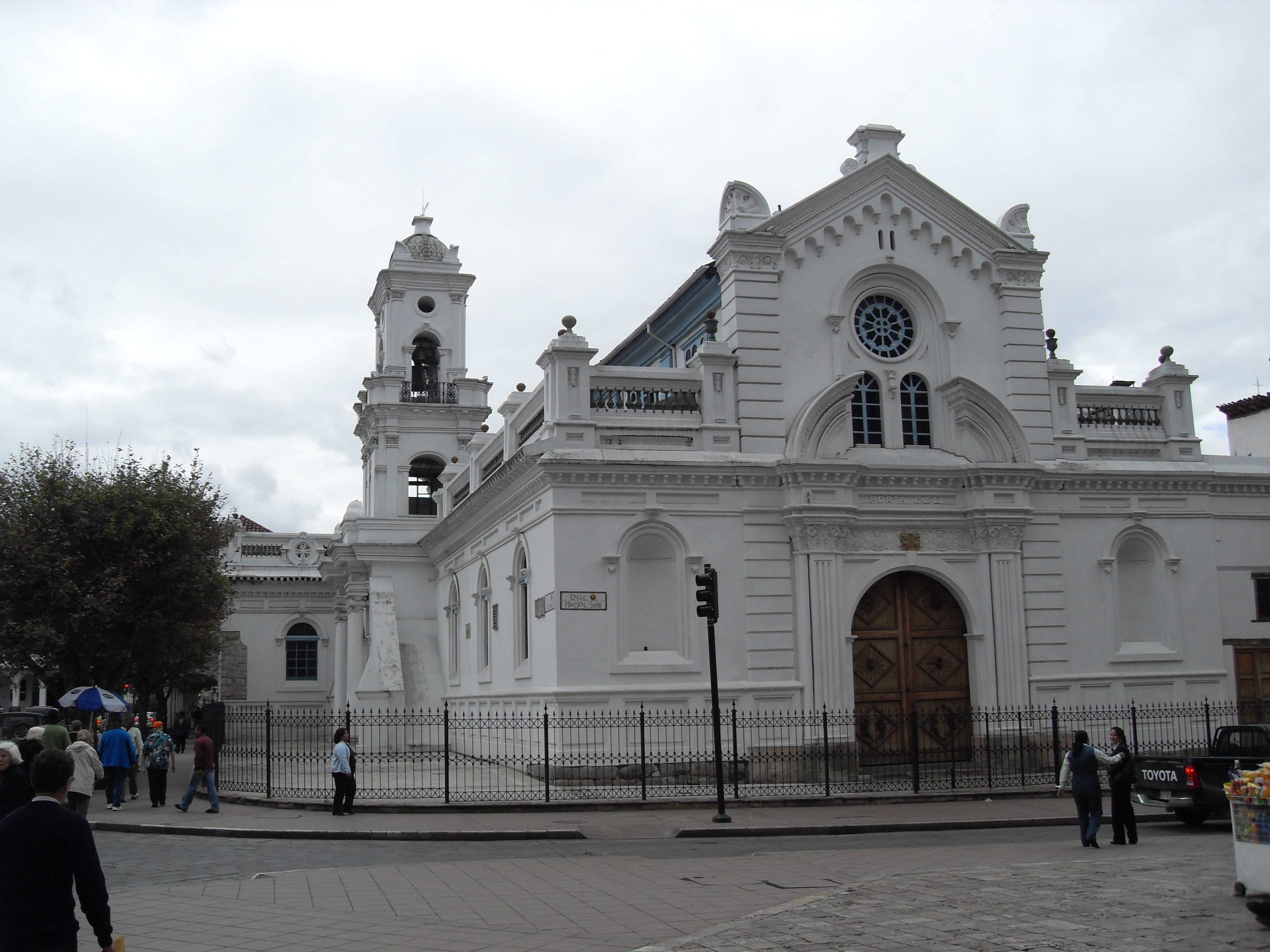
Catedral vieja de Cuenca

Derivadas de las chanson que son piezas musicales polifónicas pertenecientes a la Baja Edad Media y el Renacimiento, están vinculados con la música desarrollada en Francia en esa época, de ahí la razón de su nombre. Serían las chansons antiguas compsoiciones que tendrían una forma fija como balada, rondó o virelay, aunque posteriormente muchos compositores usaron la poesía popular en variedad de formas musicales. Al igual que muchas veces los romances se usaban de manera intercambiable con los villancicos, las chanzonetas también podían ser muchas veces confundidas ya que los temas desarrollados en Hispanoamérica eran religiosos por lo que no estaban tan vinculados a la poesía popular y su estudio musicológico se realiza en la actualidad a través de los archivos de las catedrales de las principales iglesias de esa época. Muchas veces la palabra chanzoneta se usaba para distinguir del villancico porque este último era usado en momentos fuera de la Navidad mientras que el primero exclusivamente en diciembre. Esto es contraintuitivo porque en la actualidad los villancicos en Ecuador se escuchan solo durante Navidad, sin embargo por fines evangelizadores se impulsó su uso fuera de ella.

### El chigualo

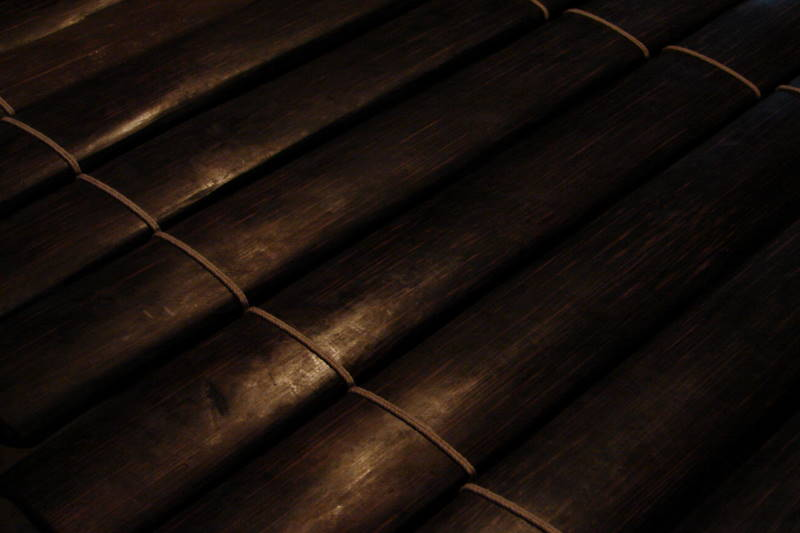
Teclas de marimba esmeraldeña

El chigualo es la fiesta un género musical de afroecuatorianos y montuvios. En el primer caso se trata de ceremonia fúnebre o de velación del cadáver de un niño menor de ocho años que usualmente se practica en la provincia de Esmeraldas. Para ello se hace una ceremonia y se canta a capela con tonos alegres y bailes.Esto fue iniciado por el cacique afroecuatoriano Andrés Mangache y su familia y sería continuado por Francisco de Arobe. Por otro lado en el resto del litoral ecuatoriano esto se vinculó a la Navidad a través del culto al Niño Jesús. La celebración empieza desde el 24 para amanecer 25 de diciembre empiezan los chigualos que se extienden incluso hasta el 6 de enero (día de reyes).En esta parte de Ecuador, además de la difusión temprana del castellano, empezó a celebrarse la Navidad en los valles de Jahuapi y Pimpaguapi con lo que iniciaría la costumbre de apadrinar al “Niño Dios” en alguna casa. Esto se acompañaba con auto-sacramentales, que imitaban a los que se realizaban en España, lo que a su vez hacía uso de los villancicos durante la velación del niño.

### El arrullo
Los Arrullos son versos que se acompañan con varios instrumentos como el tambor, las maracas, el guasá y el cununo. Forman la base de la música que se interpretó con marimba en la costa de Ecuador. Existen arrullos dedicados a lo divino, a lo humano y a lo fantástico. Los dos primeros siguen el mismo patrón de los tonos divinos y humanos, siendo fruto de la evangelización. El tercer tipo sin embargo se trata de arrullos que se relacionan con la cosmovisión afroecuatoriana y sus creencias que se originan en África como la Tunda, el Riviel, el Bambero, etc. Según la memoria oral, el arrullo es:

Es un canto de adoración, nuestros ancestros le cantaban a sus dioses, a la luna, a la tierra, a la naturaleza y luego viene esta influencia religiosa, la famosa cruzada que hizo el cura Mera, que es una de las que se tiene conocida acá en el litoral pacífico, que vino botando marimbas y todos los intentos que hizo la iglesia por evangelizar la provincia de Esmeraldas.  Entonces infunden tanto y hacen que nuestras madres, nuestras personas mayores inventaran esta parte a lo divino que ahora se habla, que era cantar a un santo, a un favor que se le haga, milagro como se le llama, cantar a dios, cantar al nacimiento y cantar a vírgenes, desde ahí nacen los arrullos que ahora prácticamente se han quedado establecidos en la mente”.

## Estructura y organización de la música

### Los ensambles en las catedrales y monasterios

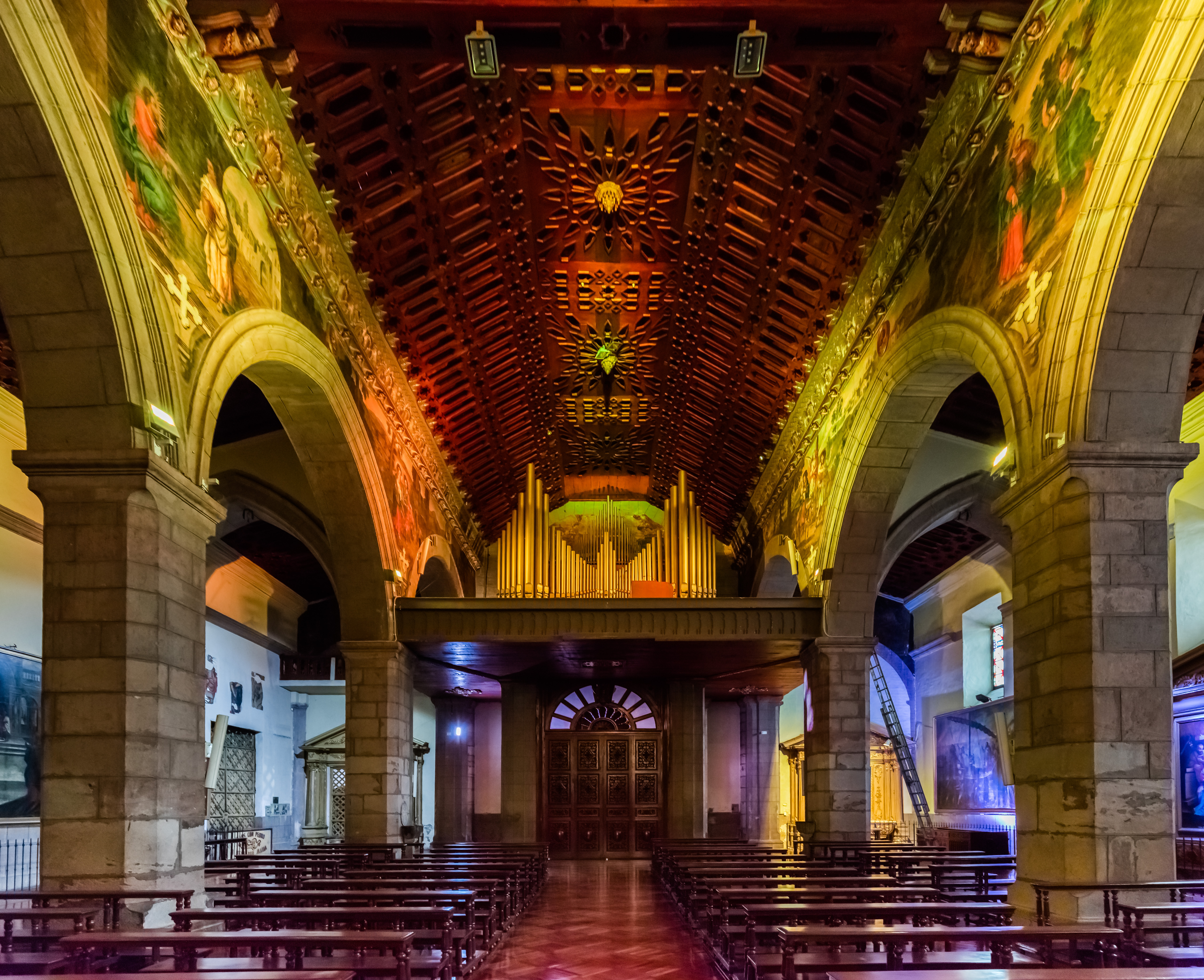
Órgano de la Catedral Primada de Quito

Muchas de las composiciones estaban dirigidas principalmente para la liturgia y su interpretación se lo hacía de manera vocal y coral. El villancico de fines del siglo XVI y XVII. Ahí se desarrolla la técnica de imitación coral de manera sofisticada. En los archivos de la Catedral de Quito existen registros de que las voces muchas veces eran duplicados por instrumentos. Usualmente eran chirimías o dulzainas y también por trompetas y sacabuches (versión antigua del trombón). A partir del siglo XVII empezaría el bajo continuo con el arpa, el bajón y el órgano. El arpa sería el único instrumento de cuerda que era admitido por la iglesia para la interpretación. Era generalmente interpretada por indígenas, a pesar de que fue un instrumento que no era parte de esas culturas (como si la flauta por ejemplo). En esto también se parecería el desarrollo musical que se conoce de las misiones guaraníes que incluso llegarían a desarrollar su propia versión del instrumento. Entonces con los dos grupos, las chirimías y los sacabuches se organizaban los dos tipos de ensambles los primeros con chirimías y los segundos con sacabuches. Estos no estaban representados en la partitura sino que duplicaban a las voces, muchas veces también para reemplazar a voces que por el registro no podían ser cantadas. Esto le deba sofisticación de las melodías de dobles y triples voces. Los coros estaban generalmente conformados por hombres y en caso de las parte más altas del registro lo cantaban niños.
En los monasterios de monjas de clausura donde no había voces de tenor y bajo, existe evidencia que las composiciones fueron interpretados. Existe sin embargo la posibilidad de que una parte del coro se ponga atrás de la clausura y otras en la parte de afuera conformada por hombres. Esto sería la manera en la que las composiciones se realicen en el monasterio de la Concepción de Ibarra.

### Los folios y la interpretación

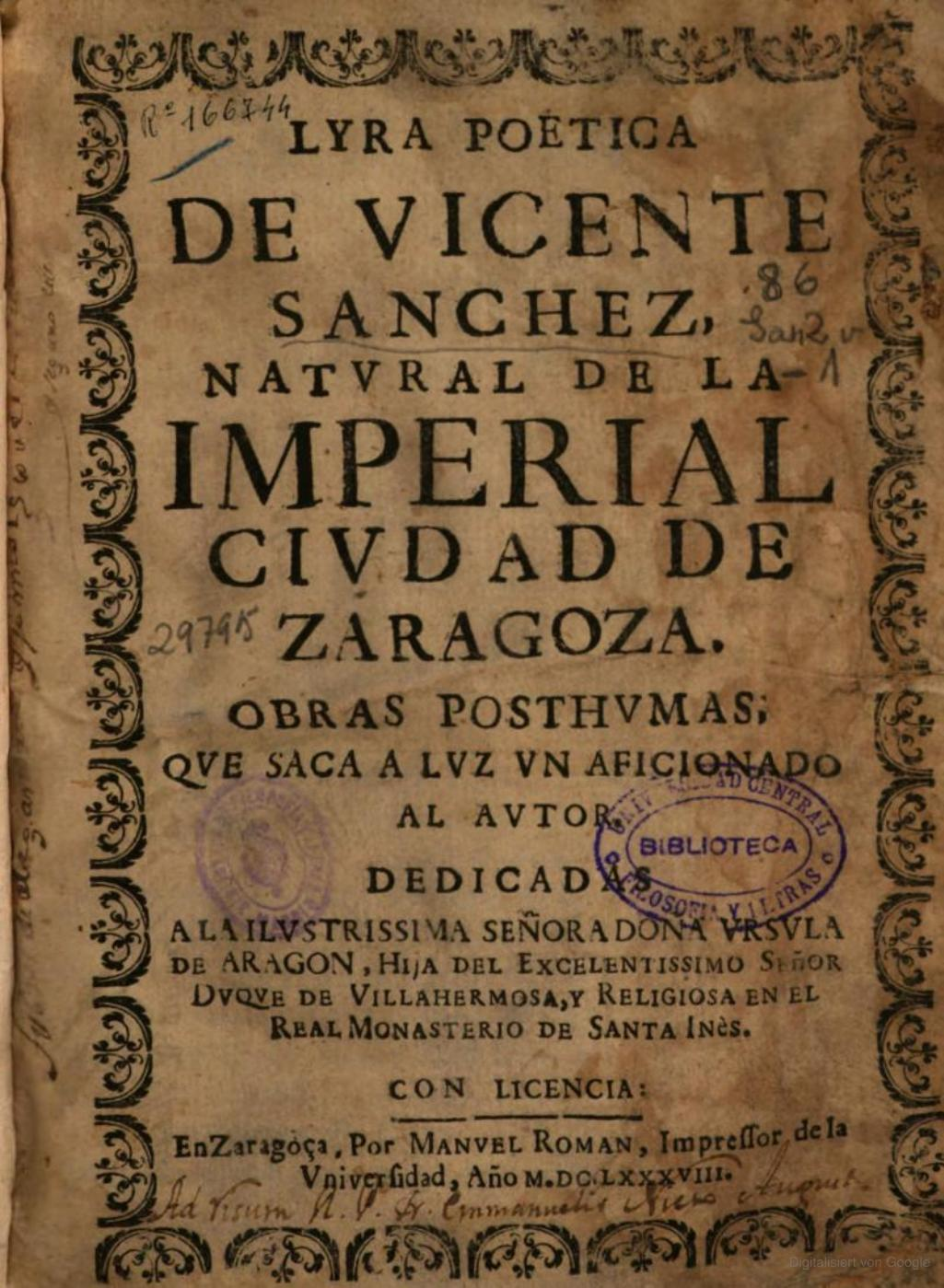
Lyra Poética por Vicente Sánchez que contiene una composición de Don Gonzalo Pillajo, compositor de la Real Audiencia de Quito.

La música de la Real Audiencia se estudia a partir de los folios que han quedado desde la época en la que fue escrito. Ahí se encuentran las composiciones que eran dedicadas para que sean interpretadas en los Oficios antes que en las misas. Los oficios que dependían del momento del día debían ser tomados en cuenta por los compositores. Por ejemplo el Villancico "Al Rey más inmenso, al Dios más humano" que fue escrito por Don Gonzalo Pillajo estaría basándose en unos escritos de Vicente Sánchez poeta de Zaragoza de fines de XVII. Sería pues recopilado dentro de la antología "Lyra Poética" editada en 1688 en Zaragoza. Este fue interpretado en un Oficio de Maitín en la Catedral de Zaragoza. Muchos de los folios contienen nombres de religiosos, muchos del monasterio de la ciudad de donde pertenece. Además contenían una sección de coplas con la misma secuencia musical que se repite constantemente. En ellas se encontraba muchas veces contenido teológico relacionado con dogmas de la iglesia, muchas veces describían las virtudes de la Virgen otras en cambio de San José, especialmente en el monasterio de Ibarra, donde era su patrono. Estas coplas eran cantadas por voces solistas y presentaban una estructura monódica o imitativa a dos, tres o cuatro voces. La letra de las composiciones se conformaba por versos octosílabos a veces alternado con versos de siete o nueve. Estas variaciones se deben a que el ritmo de la música se imponía sobre la estructura de la poesía.

### Las composiciones polifónicas

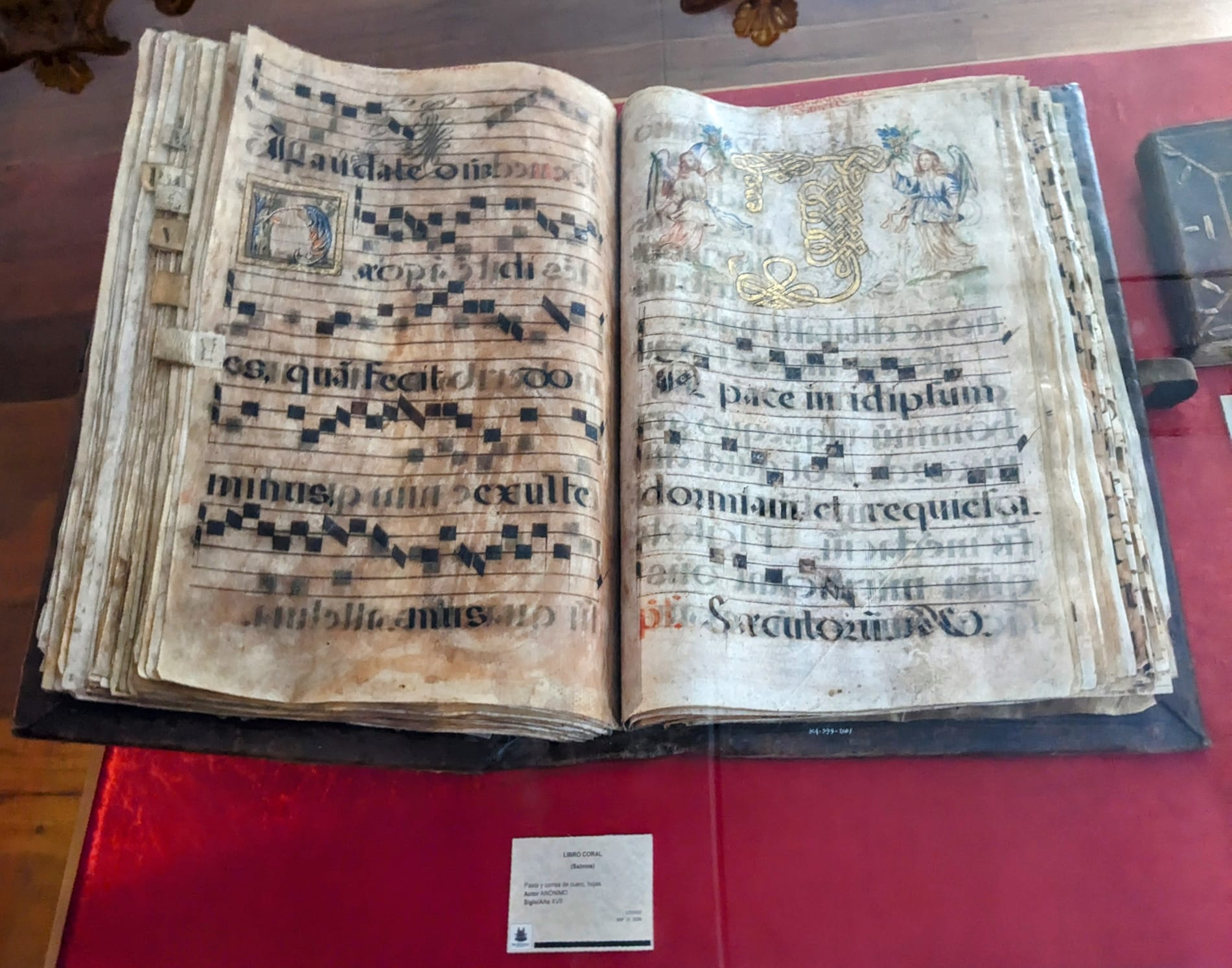
Libro coral, siglo XVII. Iglesia de San Francisco de Quito

En música, polifonía significa autonomía e independencia de las voces de una obra. En la música colonial de Ecuador se puede apreciar estas técnicas en ejemplos como el villancico "Al Rey más inmenso, al Dios más humano", por Gonzalo Pillajo. Esta obra se divide en dos coros, el primero con dos tiples y un bajo, el segundo con un tiple, un alto, un tenor y un bajo. De esta manera estaría estructurada el coro a siete voces de este Villancico. La escritura corresponde al uso de la época puesto que usaba la plica a la derecha de la nota y la clave de la partitura preferentemente en do, antes que en sol como se acostumbra en la actualidad. Salvo por el bajo que se encuentra en clave de fa. Por otro lado el villancico "Vengan a ver Peregrinos" está conformado por cinco voces con el texto principal de la responsión y cuatro coplas que serían interpretadas por los solistas. Además de estos ejemplos de villancicos polifónicos, existen más que al momento están siendo rescatadas y reinterpretadas en los Festival de Música Sacra en Quito.

### Funciones y jerarquía dentro de la Capilla
Dentro de la Capilla existían cuatro principales grupos en los que se dividían los roles: las autoridades, los ejecutores de instrumentos, los cantores y los apoyos. Cada grupo a su vez contaba con roles que podían variar dependiendo de la época. A cada uno de ellos se destinaba además un salario que eran definidos a través de sesiones. Fueron famosas las primeras de ellas, en tiempos de Diego Lobato donde buscando aprovechar su talento se le asignó una frecuencia alta de presentaciones de acuerdo al calendario litúrgico. 
Autoridades principales
- Maestro de Capilla
- Ayudante o teniente del maestro de capilla
- Organistas

Ejecutores de instrumentos
- Ministriles o instrumentalistas
- Cantantes clérigos

Cantores principales
- Seises o cantores niños
- Chantre y sochantre
- Capellán de oro

Apoyos y complementos
- Maestro de infantes
- Corista librero
- Apuntalador

### Calendario litúrgico que definía la presentación de los músicos
El calendario religioso definía las principales fiestas importantes, más allá de las misas frecuentes. Aunque los villancicos no se interpretaban en misa por estar escritos en castellano, sino que se encontró en los maitines su lugar de expresión. Serían las fiestas de precepto así como las memorias de santos donde se desarrollaría la música de esta época. Tan importante sería esto que por ejemplo en la fiesta de San Juan nacería uno de los géneros conocidos como sanjuanito, ahora vinculado con el inti raymi a partir de la conversión del calendario litúrgico católico al indígena en la actualidad. En el caso de los santos era importante además si a alguno de ellos estaba consagrado el monasterio. Por ejemplo, en el caso de Ibarra, su patrono era San José, a quien le dedicaron muchas composiciones. 

#### Las Ferias

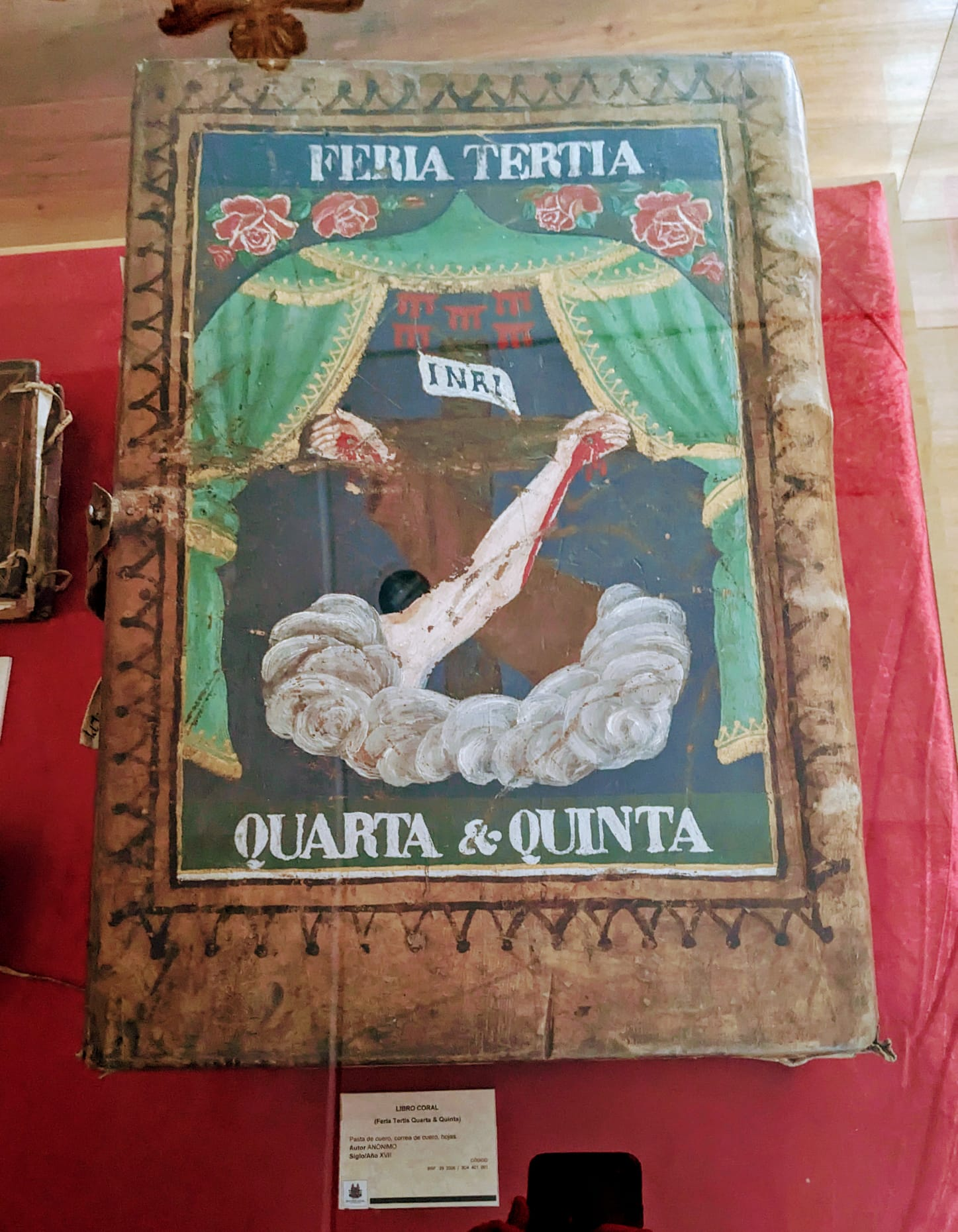
Coral Feria Tertia, Quarta y Quinta, escuela quiteña. Orden fransicana

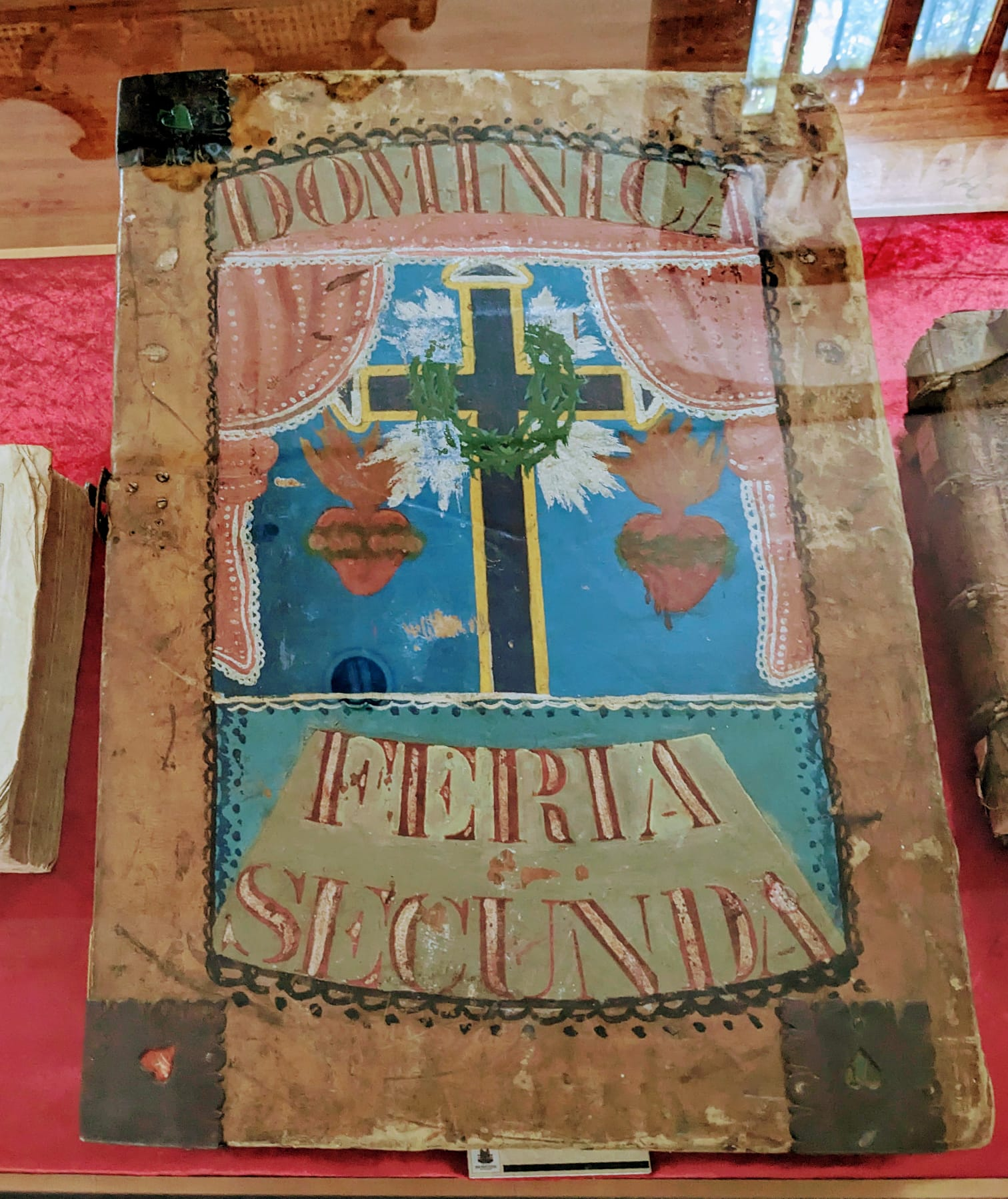
Coral de Feria Secunda, escuela quiteña. Orden dominica con una representación del Sagrado Corazón de Jesús y el Inmaculado Corazón de María

Además del domingo y los días importantes del calendario litúrgico de acuerdo al santoral católico, existían días entre semana que eran llamados "ferias". Dependiendo de cuantos días después, se contaba como secunda, tertia, quarta o quinta. En una semana normal, el día domingo era la feria prima, el lunes la feria secunda y así sucesivamente. Para estos días existía dentro de la liturgia, corales determinados para que sean interpretados en estas ocasiones. A pesar de esto, también fue común que para los días domingo y sábado no se use la palabra "feria" y en su lugar usar el término en latín dominica y sabbatum respectivamente. A partir de esto se empezó a usar el término "feria" para referirse específicamente a los días entre semana, a pesar de la definición oficial dada anteriormente y del uso real en los libros litúrgicos oficiales.
En la actualidad, el Rito Romano ya no distingue diferentes clases de ferias (días de la semana) como en el Código de Rúbricas de 1960 del Papa Juan XXIII, pero les atribuye diferentes posiciones en la clasificación de los días litúrgicos. El Código de Rúbricas de 1960 introdujo una nueva división de las ferias en cuatro clases:
- Ferias de primera clase, por encima de todas las fiestas: Miércoles de Ceniza y todos los días de la Semana Santa;
- Ferias de segunda clase, que superan a las fiestas locales de segunda clase y, en caso de impedimento, exigen ser conmemoradas: ferias de Adviento del 17 de diciembre al 23 de diciembre, y días de las brasas de Adviento, Cuaresma y septiembre;
- Ferias de tercera clase: ferias de Cuaresma desde el jueves después del Miércoles de Ceniza hasta el sábado antes del segundo domingo de Pasión (Domingo de Ramos), excepto los días de las brasas (estas fiestas superaban a las de tercera clase), y ferias de Adviento hasta el 16 de diciembre, excepto los días de las brasas (estas fiestas superaban a las de tercera clase);
- Ferias de cuarta clase: todas las demás ferias (liturgias de los días laborables).

Fiestas de precepto

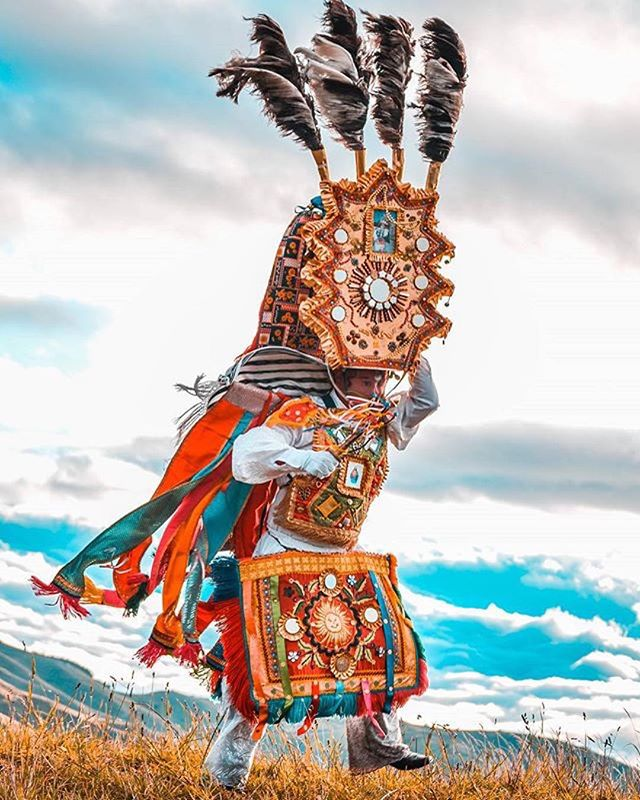
Danzante del Corpus

- Fiesta de Corpus (Danzas del Corpus Christi)
- Semana Santa (Procesión del Cristo del Consuelo)
- Natividad del Señor (Pase del Niño Viajero)
- Pentecostés
- Fiesta de Reyes
- Santísima Trinidad
- María, Madre de Dios (Procesión de Nuestra Señora del Buen Suceso)
- San Juan Bautista
- San Pedro y San Pablo

Fiestas o Memorias de Santos
- Santiago Apóstol
- San José
- Santa Teresa de Jesús
- Dulce Nombre de Jesús
- Santos patronos de la ciudad
- Santos patronos de órdenes religiosas
- Advocaciones de las cofradías

## La música y la Escuela Quiteña

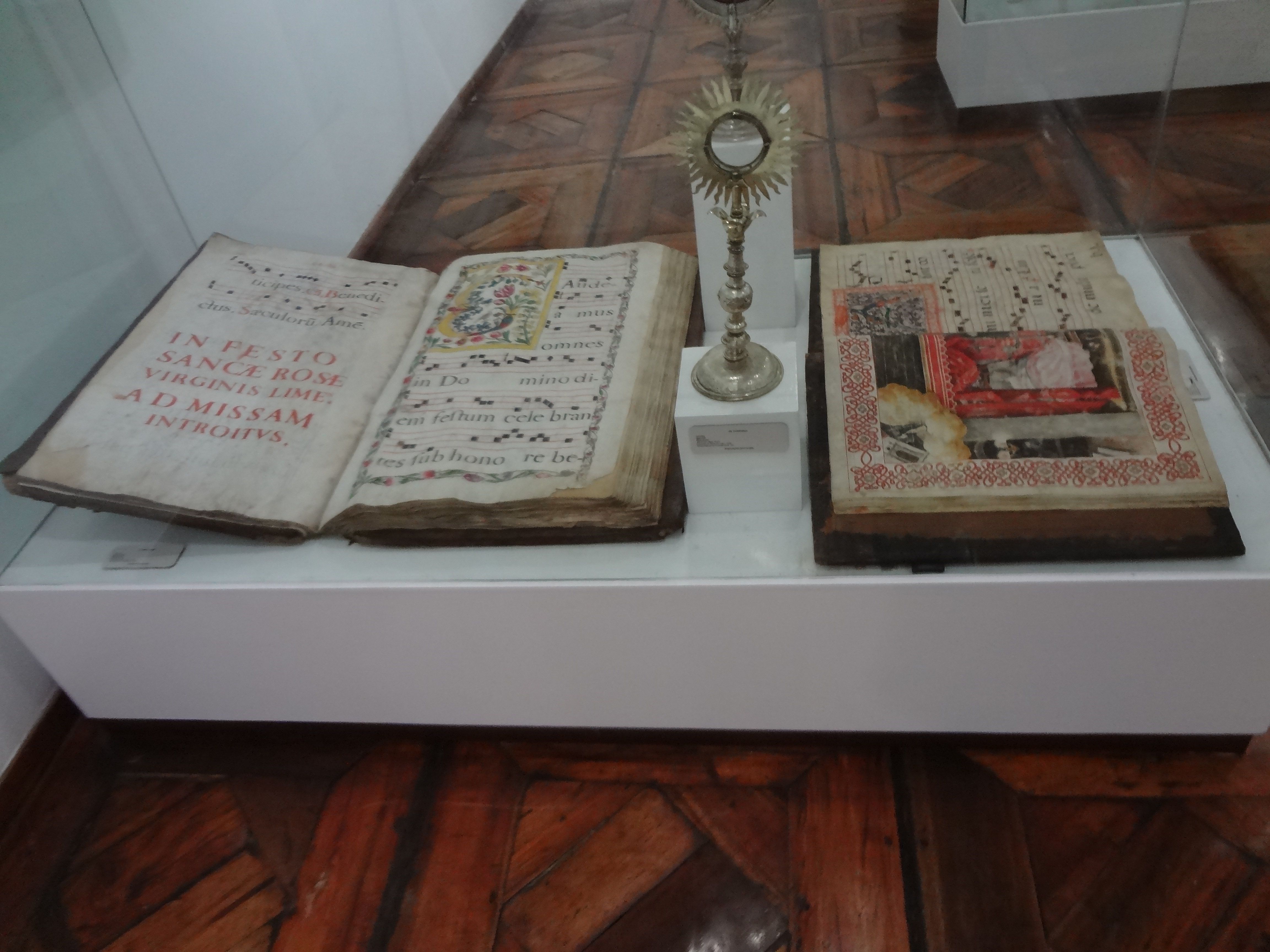
Libros de coro escritos por Fray Pedro Bedón, el primer pintor de la Escuela Quiteña. A través de ellos se vincula tanto la música como la pintura de esta escuela estética de la Real Audiencia. Se lee "In festo sancae rose virginis lime" que se traduce "En la fiesta de la santa rosa de la virgen lima" que hacía referencia al momento en el que se debía cantar de acuerdo al calendario litúrgico.

Aunque la Escuela Quiteña de artes ha sido estudiado a profundidad en su dimensión artística a través de sus pinturas, esculturas, imagenería y arquitectura, también tuvo un desarrollo a través de la música y la literatura que ha sido poco estudiado. Esto puede deberse a que la forma de transmisión de estos dos se lo realizaba a través de documentos que se han tenido que recuperar a través del trabajo de musicólogos y filólogos respectivamente. No es el caso de las demás expresiones artísticas que se encuentran a lo largo de todo el centro histórico a la vista de todas las personas. Ha tomado tiempo el proceso de rescate de estos géneros: en la literatura se realizó a través del proyecto de la Biblioteca Ecuatoriana Mínima en un esfuerzo concertado entre varios escritores dentro de los que destacaron personas como Aurelio Espinosa Pólit, Gonzalo Zaldumbide, Isaac J. Barrera, José Rumazo González, entre otros. Para la música en cambio durante el siglo pasado la recuperación se realizó a través de la composición principalmente, antes que la musicología. Es decir el trabajo de los grandes compositores fue el desarrollo musical de las expresiones ecuatorianas relevantes, donde destacaron compositores como Luis H. Salgado, Segundo Luis Moreno y Gerardo Guevara, por nombrar algunos. Sin embargo, el rescate de los antiguos archivos de las catedrales cobró un fuerte impulso con la obra de Mario Godoy Aguirre en el año 1994 titulada "La Música en la Época Colonial en la Presidencia y Real Audiencia de Quito." Ecuador al igual que muchos otros países de Hispanoamérica han empezado a recuperar este acervo cultural que en el caso de este país en particular añade una dimensión adicional a lo que se conocía como Escuela Quiteña al compartir su origen en el Colegio de San Andrés durante los primeros años de la ciudad de Quito. Sería ahí que se harían las primeras composiciones y tendría músicos destacados ya en el siglo XVI, antes incluso que en la pintura que debería esperar a Miguel de Santiago principalmente, en el siguiente siglo. Sería pues, Diego Lobato de Sosa Yarucpalla una de las personalidades más destacadas de esa época siendo además del primer organista, también un destacado cronista y predicador en lengua quichua. Es decir una figura destacada en la Real Audiencia de Quito, similar a lo que sería Felipe Guamán Poma de Ayala en Perú. De esta manera empezaría la música después de la conquista y tendría un largo legado a través de sus villancicos que se mantienen populares hasta la actualidad como el gran legado de la música de la Escuela Quiteña. 

## Lista de principales autores y obras

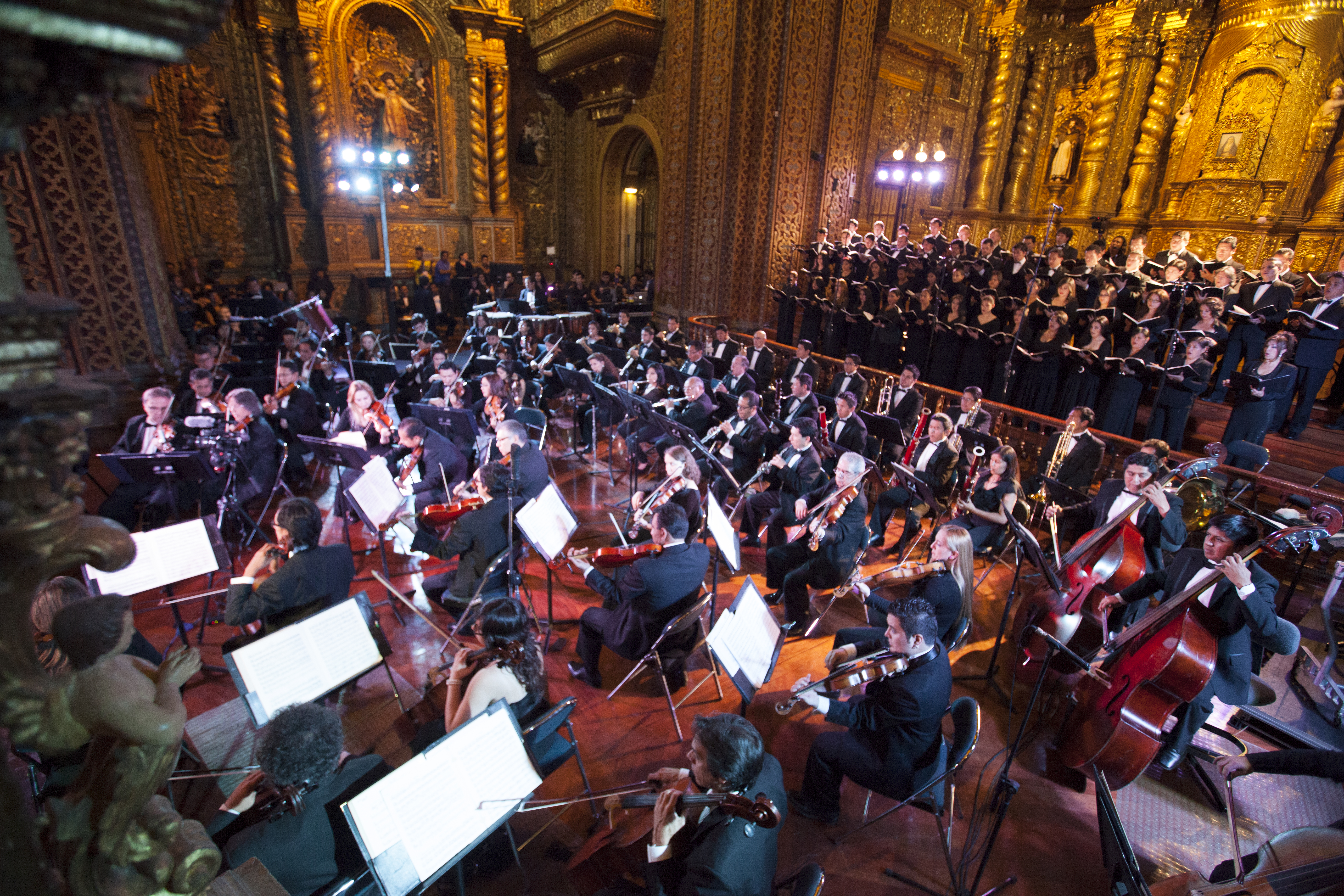
Festival de Música Sacra en Quito

Aunque esta parte de la historia del Ecuador está aún poco estudiado, como referencia se enumeran a continuación una lista de músicos y composiciones según el trabajo de Miguel P. Juárez:

### Composiciones
- Vamos todos a Ver por Joseph Hortuño
- Al Sol de la Tierra y Cielo por Gonzalo Pillajo
- Al Rey más imnenso al Dios más humano por Gonzalo Pillajo
- Oiganme cantar unas glosas por Manuel Blasco
- La chacona me piden vaya por Manuel Blasco
- A ofrecer zagalejos por Manuel Blasco
- De uno en uno por Manuel Blasco
- Socorro, autor anónimo
- Fuentes si nacéis, autor anónimo
- A la Yglesia pascuas dan, autor anónimo
- Vengan a ver peregrinos, autor anónimo
- Jilgueritos Divinos por Joseph Hortuño
- Segullda marineros, autor anónimo
- Padre del verbo, autor anónimo
- Mirenle todos, autor anónimo
- Oigannos celebrar un Misterio Único por M. Galán
- Miren que se derrama, autor anónimo
- Suspendend vuestro canto, autor anónimo
- Vamos al lugar amor, autor anónimo
- Atención a la Fragua amorosa, autor anónimo
- Del Buen Pastor que se esconde en el Pan, autor anónimo
- Oigan que se da, autor anónimo
- Ay que se viene la vida, autor anónimo
- Fénix de nevada pluma, autor anónimo
- Festejan los cielos, Divina María
- Dezid, dezid la dicha, autor anónimo
- A la nave, a de la guarda, autor anónimo
- Muy Hermosa es María, autor anónimo
- Bienaventurado albergue, autor anónimo
- Que galantes personas, autor anónimo
- Celebre la Tierra, celebren los Cielos, autor anónimo
- La Fiesta de Catharina (a la fuente de la Gracia), autor anónimo
- Enamorado y rendido, autor anónimo
- Una familia nueva (chanzoneta jácara), autor anónimo

### Lista de algunos Maestros de Capilla
Maestros de Capilla de Quito
- 1574-1579: Diego Lobato
- 1588-1590: Gutierre Fernández Hidalgo
- 1630-1648: Juan de Salas
- 1648-1651: Francisco Hortuño de Larrea
- 1651-1682: Juan Hortuño de Larrea
- 1682-1695: Manuel Blasco
- 1697-1722: Joseph Hortuño Sáenz de Larrea
- 1731-1742: Francisco Haranjo

Maestros de Capilla de Cuenca
- 1789: Thomas Illescas
- 1796: Miguel Puluchi
- 1804: Melchor Ponce
- 1805-1809: Julián Barrionuevo
- 1809: Manuel Guarnicela
- 1809-1856: Martín Gárate

Maestros de Capilla de Ibarra
- 1688: Gonzalo Pillajo